# 石谷清定 (戦国武将)
石谷 清定（いしがや きよさだ）は、戦国時代から安土桃山時代にかけての武将。石谷政清の四男。室は今川義元の家臣久嶋與平の娘。

## 生涯
元亀2年（1571年）、父政清や兄政信と共に徳川家康に仕え、大番に列する。天正18年（1590年）の家康の関東転封に従い、武蔵国多摩郡の内に采地250石を賜る。慶長6年（1601年）に死去。多摩郡和泉村の泉龍寺に葬られた。

## 子女
- 清平
通称は久五郎。文禄元年（1593年）に家康に仕え肥前国名護屋に同行したが、同年5月10日同地にて死去。
- 清正
別名は清政。通称は友之助。清定の跡を継ぎ、慶長7年（1602年）より家康に仕える。1100石を知行し明暦2年（1656年）10月13日69歳で死去。法名は宗淳。妻は尾張家家臣、松井石見の娘。
- 貞清
島原の乱や慶安の変で活躍した。石谷十蔵の氏神という石ヶ谷明神が掛川市にある。